# 神戸信寅
神戸 信寅（かんべ のぶとら）は、日本の仏教学者。愛知学院大学短期大学部教授。愛知学院大学禅研究所研究員。

## 来歴
1961年駒澤大学仏教学部禅学科卒業。1963年同大学大学院人文科学研究科仏教学専攻修士課程修了。
愛知学院大短期大学部教授、愛知学院大学禅研究所研究員など歴任。所属学会は東海印度学仏教学会、日本仏教学会、日本宗教学会、日本印度学仏教学会。
著書に「宗教と人間」「東洋学論集」「仏教における生死の問題」など。

## 著書
- 「国立国会図書館」を参照

### 論文
- CiNii>神戸信寅